# Venda fraudulenta
La venda fraudulenta és un delicte en negocis on es venen serveis o productes amb característiques que el contracte de venda no representa de manera veraç. Els clients poden caure en l'engany segons més depenguen solament de la informació donada pels representants del venedor.
Un exemple a la venda de segurs de vida és quan a un inversor amb molts estalvis i inversions i sense parella mortes ni persones baix la seua tutela i protecció com fills li venen el segur de vida contant-li en el contracte que el segur de vida és quelcom necessari per a ell.
El 2011 el Banco Satander cometé aquest delicte.